# مقبرةالوزرا
مقبرةالوزرا (گورستان چرنداب) یکی از سه گورستان مهم و تاریخی شهر تبریز است (به همراه مقبرةالشعرا در سرخاب و مقبرةالعرفا در گجیل) که در مرکز این شهر و در تقاطع خیابان‌های طالقانی شمالی و پاستور جدید جای دارد. این گورستان آرامگاه شماری از وزیران، سیاستمداران و نویسندگانی از بخش های گوناگون ایران قدیم است. البته همه آرامگاه‌ها، خانقاه‌ها و زاویه‌های مقبرةالوزرا در اثر زمین‌لرزه‌های پرتعداد و مهلک تبریز به کلی از میان رفته‌اند.

## کارخانهٔ زاووت
در سال ۱۳۱۶ خورشیدی ادارهٔ دارایی تبریز بخشی از مقبرةالوزرا را از شهرداری خریده در محل آن ساختمانی برای تولید مشروبات الکلی احداث کرد و در سال ۱۳۱۶ خورشیدی نیز یکی از مشروب‌فروشان ارمنی به نام «مارکار» را به این کارخانه منتقل کرد. کارخانهٔ تولید مشروبات الکلی «زاووت» از اوایل تیرماه سال ۱۳۱۷ خورشیدی با همکاری «خاچیگ» (دیگر ارمنی مشروب‌فروش) آغاز به کار کرد. البته بعدها بوی دود و فاضلاب کارخانه و نخاله‌های الکلی آن نارضایتی اهالی کوی چرنداب را در پی داشت.

## مراکز فرهنگی
کارخانهٔ زاووت در سال ۱۳۲۸ خورشیدی با همکاری آقای واعظ چرندابی (که امروزه یکی از خیابان‌های اصلی چرنداب به نام او خوانده می‌شود) و انجمن خیریهٔ چرنداب بسته شد و در سال ۱۳۳۲ خورشیدی نیز این مکان به ادارهٔ فرهنگ تبریز واگذار شد و در محل آن مدارس امیرخیزی، امیرنظام، جاوید، شکیب، شهید چمران، شهید محمودی، عدالت و مولانا، ادارات آموزش و پرورش ناحیهٔ سه تبریز و آموزش ضمن خدمت و خانه‌های پیشاهنگی و معلم تأسیس شدند و کارخانهٔ مشروب‌سازی ارامنه به بیرون از شهر منتقل شد.

## آرمیدگان

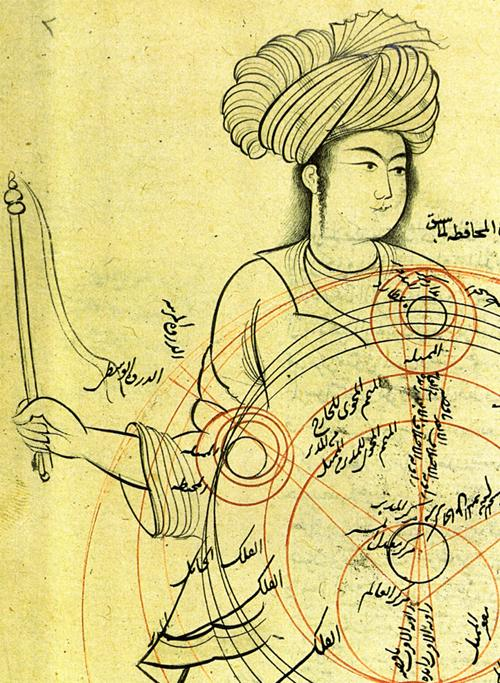
قطب‌الدین شیرازی

- صاین تبریزی
- عطار توسی
- شمس‌الدین جوینی
- عطاملک جوینی
- سلمان ساوجی
- عزالدین ساوجی
- قطب‌الدین شیرازی
- عبدالله صیرفی
- جلال‌الدین عتیقی
- سراج قمری آملی
- ابراهیم کججانی

## نگارخانه

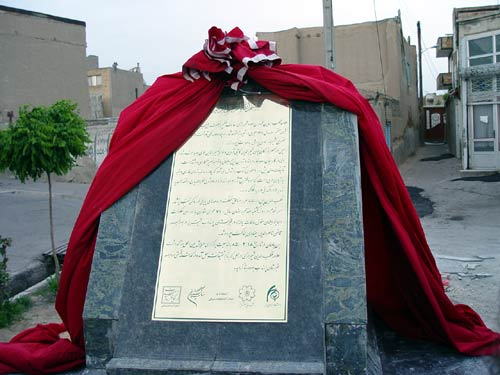
افتتاح یادمان مقبرةالوزرا
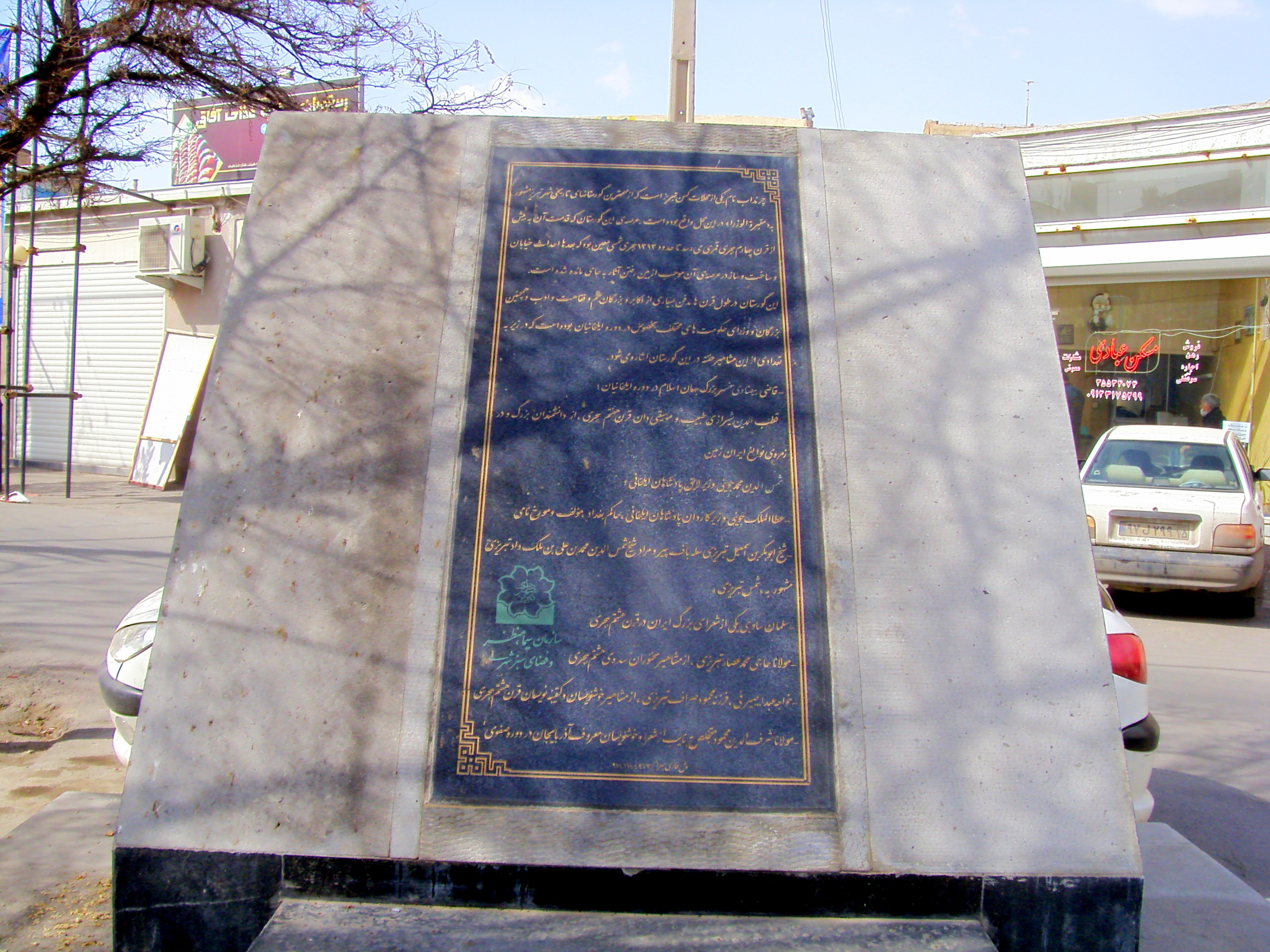
یادمان مقبرةالوزرا
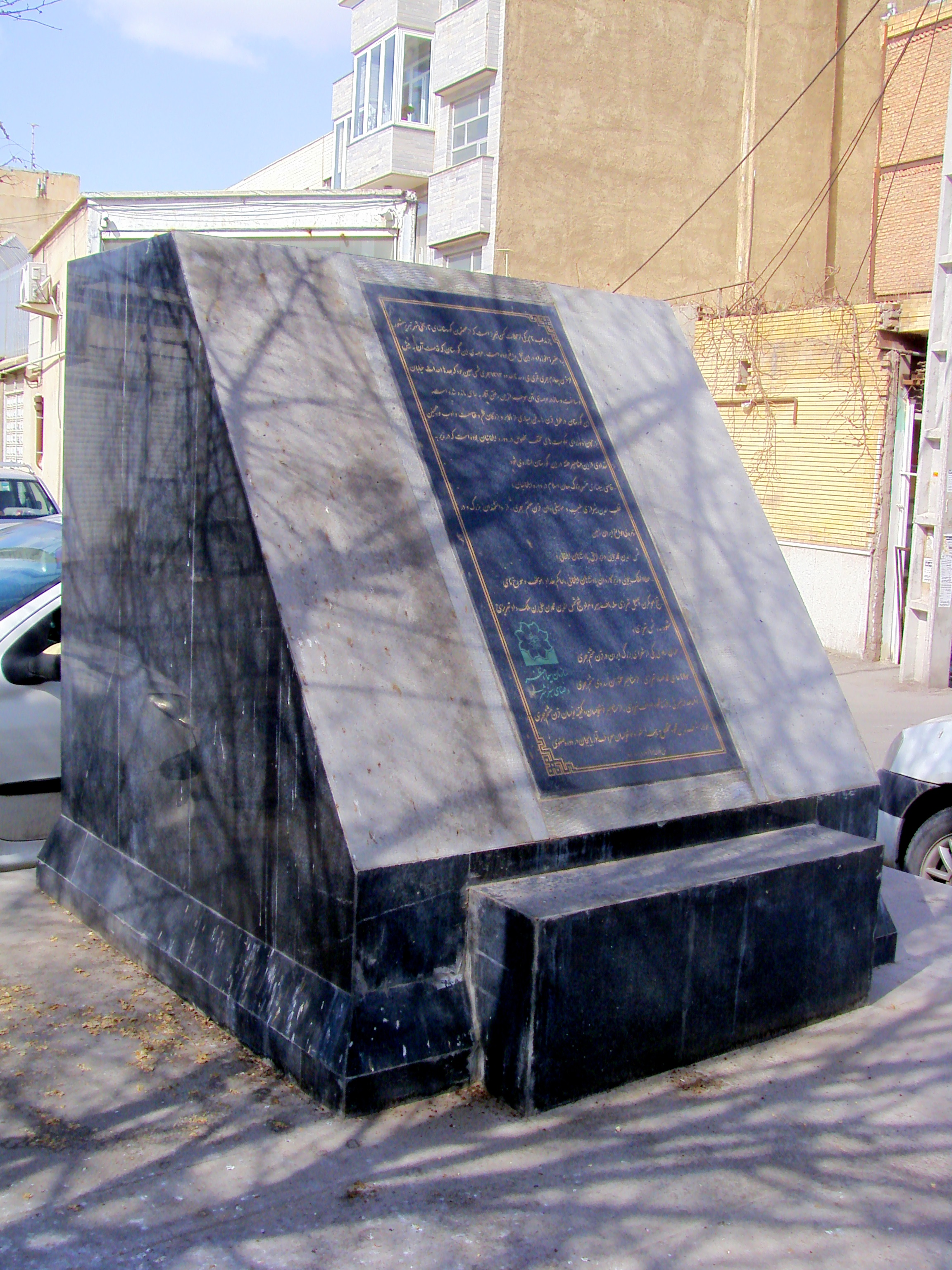
یادمان مقبرةالوزرا
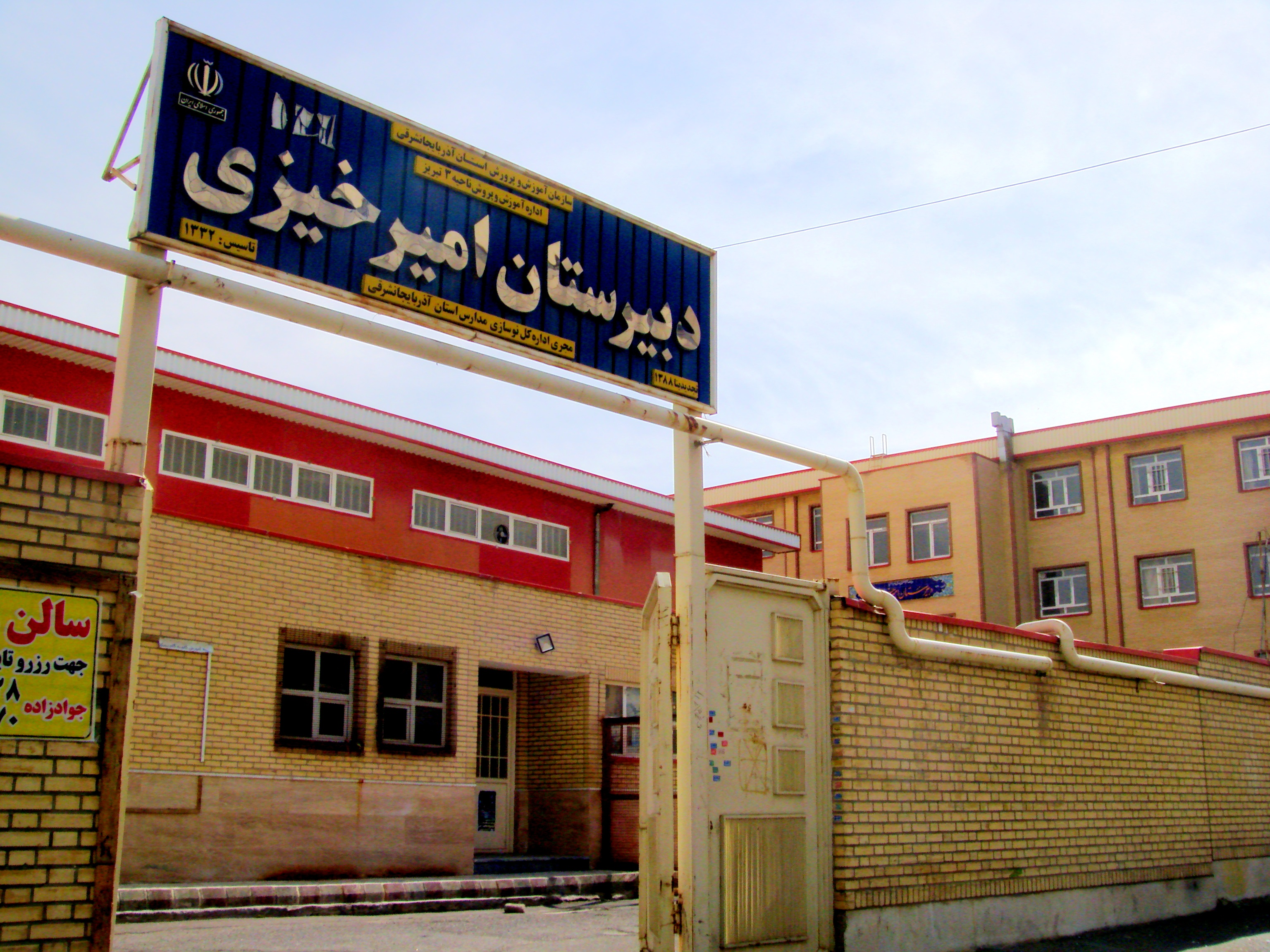
دبیرستان امیرخیزی ساخته شده برروی مقبرةالوزرا